# Curaj (film din 2011)
Curaj este un film românesc din 2011 regizat de Radu Matei Bărbulescu. Rolurile principale au fost interpretate de actorii Paula Niculiță.

## Distribuție
Distribuția filmului este alcătuită din:
- Mihai Alexandru
- Paula Niculiță
- Andrei Coman
- Mădălin Mandin